# Paul-Schneider-Gymnasium (Meisenheim)
Das Paul-Schneider-Gymnasium ist eine 1948 gegründete Privatschule in Trägerschaft der Evangelischen Kirche im Rheinland mit Sportzug in der Stadt Meisenheim in Rheinland-Pfalz. Das Gymnasium trägt seinen Namen nach dem Hunsrücker Pfarrer Paul Schneider, der während der Zeit des Nationalsozialismus wegen seiner religiös motivierten Opposition zum Nationalsozialismus ins Konzentrationslager Buchenwald verschleppt wurde und dort 1939 ermordet wurde. Das Schulfest am Ende jedes Schuljahres heißt nach diesem Namenspatron Paul-Schneider-Tag.
Ein Schwerpunkt des Gymnasiums ist der Sport: Ab der neunten Klasse kann Sport als Hauptfach gewählt werden („Sportzug“); in den Jahrgängen 5–8 findet verpflichtend für alle Schüler eine tägliche Sportstunde statt. Es besteht eine Partnerschaft zu einer katholischen Schule in Sablé, Frankreich. Bis 2015 war der Schule ein Internat angeschlossen.

## Geschichte
Das Paul-Schneider-Gymnasium entstand durch die Übernahme der bis dahin in städtischer Trägerschaft befindlichen und von der Schließung bedrohten Lateinschule in Meisenheim durch die Evangelische Kirche im Rheinland, in deren Grenzgebiet Meisenheim liegt. Da jedoch mit der Übernahme, über die Änderung von Name und Trägerschaft hinaus, eine tiefgreifende Umstrukturierung stattfand, die ein kleines Progymnasium mit lokalem Einzugsgebiet in ein vollständiges Gymnasium mit Internat und Schülern aus der gesamten rheinischen Landeskirche und darüber hinaus verwandelte, muss die Übernahme 1948 als Gründungsdatum einer neuen Schule angesetzt werden.
Die alte Lateinschule war wohl zwischen 1523 und 1535 gegründet worden. Der Charakter eines Progymnasiums war in der Schulstruktur von Anfang an angelegt: Das Schulsystem des Herzogtums Pfalz-Zweibrücken sah vor, dass mehrere Lateinschulen, die sich in den Oberamtsstädten des territorial sehr zersplitterten Herzogtums (und damit auch in der Residenz Meisenheim) befanden, die Schüler auf den Besuch des gymnasium illustre des Herzogtums vorbereiteten, das zunächst im ehemaligen Kloster Hornbach, später meist in Zweibrücken untergebracht war (in Krisenzeiten zweimal auch in Meisenheim). Auf diese Landesschule führte sich das bis 1987 bestehende Herzog-Wolfgang-Gymnasium in Zweibrücken zurück.
Eingerichtet wurde dieses Bildungssystem, das bis zum Ende des Herzogtums Bestand hatte, unter der Regierung des reformatorisch eingestellten Pfalzgrafen Wolfgang, nach Vorschlägen eines Visitationsberichts von 1558. Es stützte sich zunächst auf Theorien des Straßburger Humanisten Johannes Sturm. Leitidee der neuen Schulen war die Verknüpfung von humanistischer Bildung mit reformatorischer (zunächst lutherischer, später reformierter) Glaubenslehre. Zwar wurde diese Ausrichtung bei grundsätzlicher Beibehaltung sowohl der altsprachlichen Ausrichtung als auch der kirchlichen Beteiligung im 19. und 20. Jahrhundert in der nun aus dem bisherigen System herausgelösten Lateinschule Meisenheim wesentlich infrage gestellt – man experimentierte mit realgymnasialen Inhalten, und auch die Rolle der evangelischen Kirche war nicht unumstritten – in diesem christlich-humanistischen Doppelprofil der Anfangsjahre der Lateinschule aber sah die Kirche der nach Halt in der Geschichte suchenden Nachkriegszeit die anknüpfenswerte Tradition.
Das Ideal einer christlichen Erziehung auf der Basis altsprachlicher Bildung prägte denn auch die Zielvorstellung der ersten Jahre des neuen Gymnasiums, wie etwa an dem Schulsiegel (ein Kreuz vor einem klassischen Tempel) abzulesen ist. 1968 kam als dritter Schwerpunkt, wie in der Einleitung dargestellt, der Sport dazu, der zu einer „ganzheitlichen Erziehung“ verhelfen sollte und vor allem in den ersten Jahrzehnten auch leistungssportliche Erfolge einfahren konnte. Die Fremdsprachenfolge veränderte sich und die alten Sprachen wurden weniger wichtig. Auch für die kirchliche Seite des Profils kann von einer Wandlung im Sinne einer stärkeren Hinwendung zu diakonischen Aspekten gesprochen werden; so sind die Schulandachten, die zunächst liturgische Feiern waren, heute eher Vorträge etwa zu sozialen Themen, „Diakonie und Sozialwesen“ wurde als Wahlfach eingeführt und die Schüler absolvieren in der Jahrgangsstufe 12 ein vierwöchiges Sozialpraktikum.
Indem der Anteil der Internatsschüler allmählich sank und das Internat schließlich 2015 geschlossen wurde, hat sich auch die Zusammensetzung der Schülerschaft entschieden geändert: Die nähere Umgebung ist wieder zum Haupteinzugsgebiet geworden. Aufgrund der geänderten Struktur des deutschen Bildungssystems besucht aber trotz dieser Verengung des Einzugsgebiets eine wesentlich größere Schülerzahl das Gymnasium, als dies zur Zeit der ja ebenfalls lokalen Lateinschule und auch in den ersten Jahren des Paul-Schneider-Gymnasiums der Fall war.

## Bekannte Schüler
- Bernd Jaspert (1944–2023), Theologe und Buchautor
- Fritz Rudolf Körper (* 1954), Theologe und Politiker (SPD)
- Eike Emrich (1957–2023), Sportsoziologe und -ökonom
- Ralph Spiegler (* 1961), Politiker (SPD)
- Christian Held (* 1961), deutscher Jurist und Honorarprofessor an der TH Bingen
- Daniela Dröscher (* 1977), Schriftstellerin
- Fabian Schönheim (* 1987), Profi-Fußballer